# Synaphosus intricatus
Espèce
Synonymes
- Zelotes intricatus Denis, 1947

Synaphosus intricatus est une espèce d'araignées aranéomorphes de la famille des Gnaphosidae.

## Distribution
Cette espèce se rencontre en Algérie et en Égypte.

## Description
Le mâle décrit par Ovtsharenko, Levy et Platnick en 1994 mesure 3,33 mm.

## Publication originale
- Denis, 1947 : Spiders. Results of the Armstrong College expedition to Siwa Oasis (Libyan desert), 1935. Bulletin de la Société Fouad Ier d'Entomologie, vol. 31, p. 17-103.